# قائمة سفراء دولة فلسطين لدى جنوب إفريقيا
سفير دولة فلسطين لدى جنوب أفريقيا هو الممثل الرسمي لدولة فلسطين لدى جنوب أفريقيا. يقع مقر السفارة الفلسطينية في بريتوريا. ويشغل منصب السفيرة حاليًا حنان نعيم أمين جرار منذ 28 يناير 2020.

## قائمة السفراء
| رئيس البعثة الدبلوماسية                                    | تاريخ الاعتماد الدبلوماسي | تاريخ الانتهاء | رئيس دولة فلسطين      | رئيس جنوب أفريقيا             | ملاحظات                |
| ---------------------------------------------------------- | ------------------------- | -------------- | --------------------- | ----------------------------- | ---------------------- |
| أُقيمت علاقات دبلوماسية رسمية بين البلدين في 15 فبراير 1995 |                           |                |                       |                               |                        |
| سلمان محمد حسين الهرفي                                     | 1995                      | 2005           | ياسر عرفات محمود عباس | نيلسون مانديلا تابو إيمبيكي   | [ 2 ]                  |
| علي حليمة                                                  | 2006                      | 16 سبتمبر 2012 | محمود عباس            | تابو إيمبيكي كخاليما موتلانتي | تُوفي في 16 سبتمبر 2012 |
| عبد الحفيظ نوفل                                            | 2012                      | يونيو 2015     | محمود عباس            | جاكوب زوما                    |                        |
| هاشم حسن هاشم الدجاني                                      | 2015                      | 2019           | محمود عباس            | جاكوب زوما سيريل رامافوزا     |                        |
| حنان نعيم أمين جرار                                        | 28 يناير 2020             | لا تزال        | محمود عباس            | سيريل رامافوزا                |                        |